# Битка код Тагине
Битка код Тагине одиграла се 552. године између војске Византијског царства и Острогота. Битка је део византијско-готског рата и завршена је победом Византинаца. У овој бици погинуо је остроготски краљ Тотила.
После безуспешних покушаја да сруши државу Острогота са седиштем у Равени, византијски цар Јустинијан прикупио је до тада своју највећу војску (око 30-35 000 људи) и упутио је под Нарсесом у нов поход на Италију. До судара је дошло код Тагина.

## Положаји
Упркос бројној надмоћности, користећи се преимућствима земљишта, Нарсес се одлучио да иницијативу препусти противнику и да му дефанзивном битком нанесе пораз. Да би одбио налет готске коњице, Нарсес је рано изјутра око 9000 најбољих варварских коњаника (Лангобарди, Гепиди и Херули), сјахалих за борбу пешке, распоредио у центру битачног поретка. На њихова оба крила поставио је по 4000 византинских стрелаца – пешака у првом, а позади њих византинску коњицу у другом ешелону. Два коњичка одреда и део пешадије поставио је сасвим на лево крило – за дејство у бок нападача с једног истакнутог узвишења, те је византински поредак имао облик потковице са истуреним крилима према нападачу.

## Битка
Пошто је сачекао прикупљање својих снага, остроготски краљ Тотила прешао је око подне у напад. После неколико налета, готска коњица која је сва била у првом ешалону и поред великих губитака због слабо заштићених крила, успела је да продре у центар византинског поретка, док пешадија још увек није прелазила у напад. Нарсесови стрелци успели су вештим коришћењем стрела и копља да спрече продирање остроготске коњице.
У одсудном тренутку, Нарсес ј у битку увео до тада некоришћен одред коњице који је разбио противничку коњицу и натерао је на повлачење и гажење сопствене пешадије. У бици је погинуо Тотила и око 6000 остроготских коњаника. Ипак, Остроготи су наставили рат, али већ наредне године њихова држава је ишчезла са историјске позорнице.